# Firaun (Algieria)
Firaun (ar. فرعون, fr. Ferraoun) – miasto w północnej Algierii, w prowincji Bidżaja.